# Jesús Hermida
Jesús Hermida Pineda (né à Huelva le 27 juin 1937 et mort à  Madrid, le 4 mai 2015) est un journaliste espagnol et le premier correspondant de la télévision espagnole à New York.